# Palacio Vera
El Palacio Vera es uno de los más importantes edificios pertenecientes al modernismo de estilo Jugendstil austríaco de Buenos Aires que se encuentra ubicado en la tradicional Avenida de Mayo, entre las calles Chacabuco y Piedras, y que data del Centenario de la Revolución de Mayo. 

## Historia

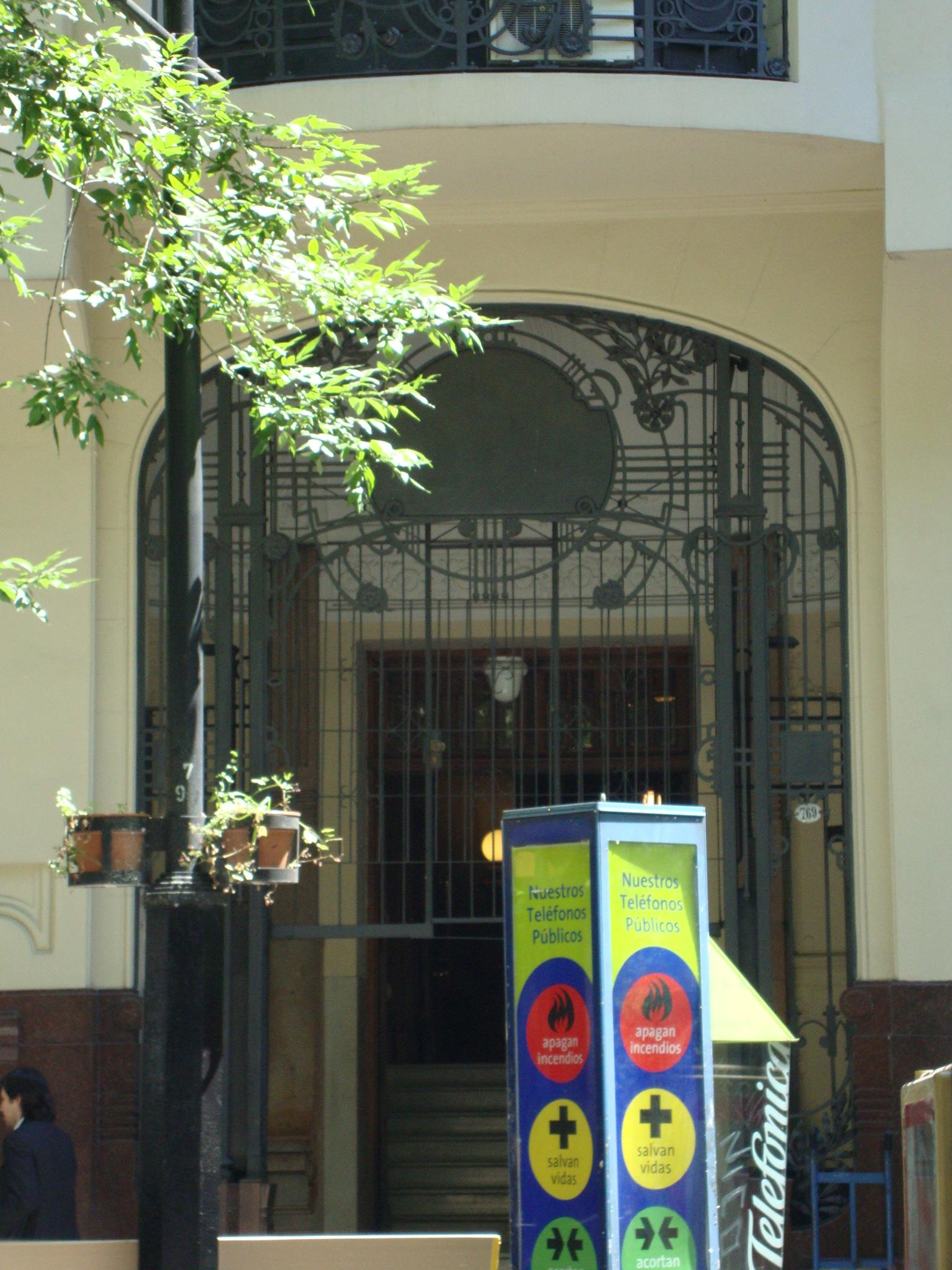
Reja de la entrada estilo Jugendstil.

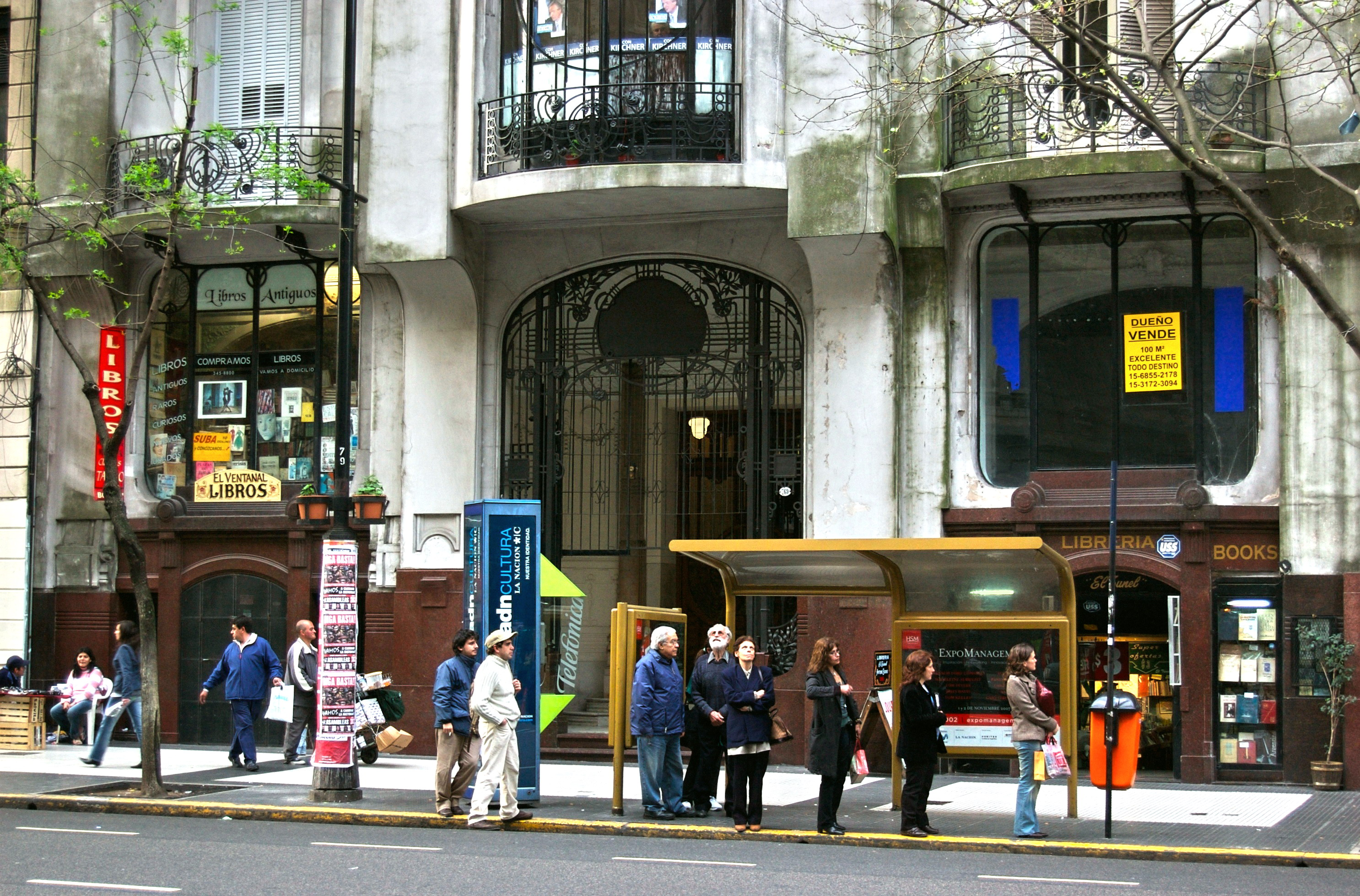
Planta baja y clásicos locales.

El “palacio” fue mandadado construir por su propietario original, el rico estanciero Eustoquio Díaz Vélez (hijo) -vástago del general de la Independencia Argentina Eustoquio Díaz Vélez. La obra fue proyectada y ejecutada por el ingeniero arquitecto Arturo Prins y por el arquitecto Oscar Ranzenhofer. Fue inaugurado en 1910 por la Infanta Isabel de Borbón, representando a España, en coincidencia con la conmemoración del Centenario Argentino de la Revolución de Mayo. 
Allí funcionó al principio el Hotel Centenario, y luego la familia Díaz Vélez lo destinó durante varias décadas a edificio de alquiler de departamentos y oficinas. Entre sus ocupantes estuvo el diario La Época y tuvieron sus oficinas varias personalidades, entre ellas el futuro presidente Hipólito Yrigoyen y el ministro Federico Álvarez de Toledo. 
En 1979, la Municipalidad sancionó la Ordenanza Municipal de Reservas Históricas, obligando a retirar las marquesinas comerciales que taparon su fachada durante décadas. Actualmente, se ubica en su planta baja la librería "El Túnel" que hace décadas se especializa en libros antiguos, incunables y primeras colecciones que atraen a ávidos lectores.
En 2005, dentro del Programa Cultural Petrobras, la petrolera brasilera firmó un convenio de colaboración cultural con el Gobierno de la Ciudad de Buenos Aires, con la finalidad de refaccionar e iluminar la cúpula central del Palacio.

## Arquitectura
El edificio es una construcción destacada por sus cinco pisos de gran altura y sus fachadas con vista a dos calles: el frente principal se ubica sobre la Avenida de Mayo y el contrafrente lo hace sobre la angosta calle Rivadavia. Toda la edificación es típicamente del arte nuevo que comenzó a nacer en Bruselas en 1894, y se extendió a toda Europa antes del estallido de la Primera Guerra Mundial en 1914. 
Sobre la Avenida de Mayo, el edificio posee un gran portón de acceso trabajado en hierro que da paso a una escalinata de mármol. La fachada combina finos balcones que presentan curvas y volados, algunos sostenidos por columnas de hierro y que protegen rejas también de hierro forjado. Los locales que dan a la Avenida sobre la planta baja se encuentran recubiertos con granito rojo. Las formas redondeadas y sus vidrios biselados completan el delicado conjunto exterior. 
Dentro del edificio, el hall de entrada da paso a locales y a una escalera que se bifurca para llegar al primer piso con balaustrada de mármol travertino. Una claraboya superior formada por un exquisito vitraux rectangular ilumina la escalera de hierro ondulado. El conjunto presenta una estilizada y ornamentada carpintería de madera y vidrios biselados en puertas y ventanas que categorizan la edificación. Los techos están finamente trabajados con molduras de estuco. 